# Jock Geselschap
Jock Geselschap (Johannesburg, 28 juli 1969) is een Nederlands politicus namens de VVD.
Hij doorliep het Arentheem College Thomas a Kempis in Arnhem en studeerde, nadat hij een propedeuse toegepaste wiskunde behaalde aan de Universiteit Twente, Rechten, Econometrie en Bestuurlijke Informatica aan de Erasmus Universiteit in Rotterdam. Geselschap was vanaf 1996 werkzaam als advocaat en werd in 2001 aangenomen voor het 'diplomatenklasje' van het ministerie van Buitenlandse Zaken. Vervolgens was hij werkzaam als diplomaat en ambtenaar. 
Hij was politiek actief in de Rotterdamse deelgemeente Kralingen-Crooswijk en sinds 2015 in het bestuur van het hoogheemraadschap van Schieland en de Krimpenerwaard. Bij de Tweede Kamerverkiezingen 2012 stond Geselschap op plaats 58 van de kandidatenlijst van de VVD, wat ontoereikend was om gekozen te worden als lid van de Tweede Kamer. Op 30 november 2016 werd Geselschap alsnog lid van de Tweede Kamer na het vertrek van Michiel van Veen die burgemeester in Gemert-Bakel werd. Bij de Tweede Kamerverkiezingen 2017 was Geselschap geen kandidaat en daarmee eindigde zijn Kamerlidmaatschap na acht weken. Zelf refereerde hij aan deze periode als een 'wissel in blessuretijd'. Geselschap is gehuwd met Antoinette Laan, voormalig wethouder in Rotterdam en wethouder in Schiedam, met wie hij in 1997 het Nederlands Kampioenschap Debatteren won.
- Parlement.com: vk9kbitjzjv0